# Aconitum teppneri
Aconitum teppneri là một loài thực vật có hoa trong họ Mao lương. Loài này được Mucher ex Starm. mô tả khoa học đầu tiên năm 2001.